# Chiesa anglicana norvegese di Grytviken
La chiesa anglicana norvegese (conosciuta come chiesa luterana norvegese prima del 2013), anche conosciuta come chiesa dei Balenieri e chiesa di Grytviken si trova a Grytviken, nella Georgia del Sud. Fu costruita nel 1913 e fa parte della Chiesa di Norvegia (Chiesa di Inghilterra dopo il 2013).
L'edificio ebbe un cameo nel 2006, nel film animato Happy Feet.

## Storia e descrizione
La chiesa neogotica fu costruita in Norvegia ed eretta a Grytviken dai balenieri condotti da Carl Anton Larsen intorno al 1912-1913 e fu consacrata il giorno di Natale del 1913.
La chiesa consiste di una singola navata che conduce ad un piccolo altare; una piccola biblioteca si trova adiacente all'altare. All'interno i credenti (ed ora i visitatori) si possono sedere su lunghe panche in legno. Le tavole in legno scuro che compongono il pavimento contrastano con le mura ed il soffitto bianchi. Dalle scale all'ingresso frontale è accessibile un secondo piano; da qui i visitatori possono vedere la navata dall'alto oppure possono avere una visuale dell'esterno.
Questa tipica chiesa norvegese, una delle chiese più meridionali al mondo, fu consacrata il 25 dicembre 1913; nel 1922 si tenne qui il funerale di Ernest Shackleton, prima della sua sepoltura tra le altre 64 salme del cimitero della chiesa. Il cimitero, situato a circa 700 metri a sud sull'altro capo del porto di Grytviken, ha anche tombe vuote per i balenieri persi in mare.
La chiesa veniva riscaldata con una stufa all'ingresso, ma questa venne scollegata durante gli ultimi lavori di ristrutturazione per motivi di sicurezza.
L'edificio ha due campane che possono essere suonate.

## Cimitero di Grytviken
Il cimitero di Grytviken, annesso alla chiesa, si trova a circa 700 metri a sud. In quanto sito funerario, è antecedente la chiesa e ospita tombe dei balenieri da prima del 1902. Conta 64 tombe, inclusi nove ufficiali che furono uccisi nell'epidemia di tifo che colpì la base, Ernest Shackleton (1874-1922), e le ceneri di Frank Wild (1873-1939), esploratore artico seppellito qui nel 2011, e Félix Artuso, ufficiale sottomarino argentino ucciso durante la riconquista britannica della Georgia del Sud dall'Argentina.

## Ristrutturazione e manutenzione

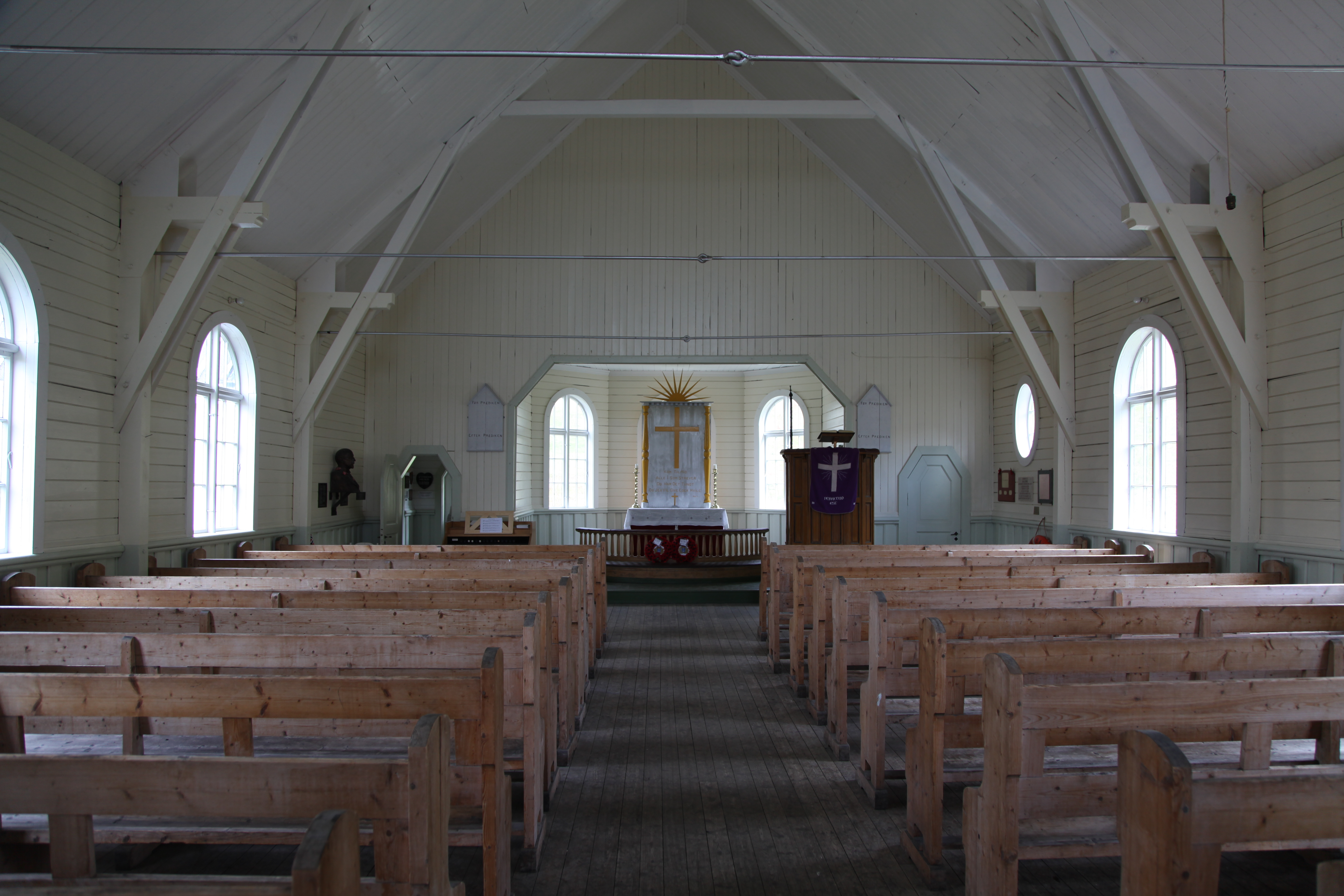
Interni nel 2011

Nell'aprile 1982, durante l'invasione della Georgia del Sud da parte delle forze militari argentine, i membri del British Antarctic Survey furono invitati dai marine britannici a rifugiarsi nella chiesa.
Dopo anni di abbandono e esposizione all'aspro clima della regione (il soffitto venne danneggiato nel 1994), la chiesa è stata ristrutturata dai gestori del Museo della Georgia del Sud e da volontari nel periodo dal 1996 al 1998 ed oggi vi si tengono alcune funzioni religiose e matrimoni.